# 9516 Inasan
9516 Inasan eller 1976 YL3 är en asteroid i huvudbältet som upptäcktes den 16 december 1976 av den ryska astronomen Ljudmila Tjernych vid Krims astrofysiska observatorium på Krim. Den är uppkallad efter Institut Astronomii Akademii Nauk.
Asteroiden har en diameter på ungefär 11 kilometer.